# Malinówka (gmina Rzesza)
Malinówka (lit. Avietynė) – wieś na Litwie, w okręgu wileńskim, w rejonie wileńskim, w gminie Rzesza. Graniczy z Wilnem.
Współcześnie w skład miejscowości wchodzi także dawny zaścianek Majak (lit. Gairinė).

## Historia
W dwudziestoleciu międzywojennym zaścianki Malinówka I, Malinówka II i Majak leżały w Polsce, w województwie wileńskim, w powiecie wileńsko-trockim, w gminie Rzesza. W 1931 miejscowości liczyły:
- Malinówka I – 17 mieszkańców, zamieszkałych w 2 budynkach,
- Malinówka II – 11 mieszkańców, zamieszkałych w 1 budynku,
- Majak – 5 mieszkańców, zamieszkałych w 1 budynku[3].

Po II wojnie światowej w granicach Związku Sowieckiego. Od 1991 na niepodległej Litwie.